# Księży Las (województwo opolskie)
Księży Las – osada (PGR) w Polsce położona w województwie opolskim, w powiecie strzeleckim, w gminie Ujazd. 
Należy do sołectwa Olszowa.
W latach 1990 gospodarstwo należało do Stadniny Koni w Strzelcach Opolskich, która podlegała PZZ.

## Zabytki
Do wojewódzkiego rejestru zabytków wpisana jest:
- dawna gorzelnia, z XIX/XX w.